# Sosthène II de La Rochefoucauld
Pour les autres membres de la famille, voir Maison de La Rochefoucauld.
Sosthènes II Marie Charles Gabriel de La Rochefoucauld (1er septembre 1825 à Paris - 28 août 1908 à Bonnétable, inhumé au cimetière de Picpus), 4e duc de Doudeauville (après la mort de son frère aîné, 1887), 1er duc de Bisaccia (1851), grand d'Espagne de 1re classe, Bailli Grand Croix de l'Ordre de Malte, est un homme politique français sous la IIIe République, député de la Sarthe de 1871 à 1898.

## Une carrière politique
Fils cadet de Sosthènes de La Rochefoucauld, 2e duc de Doudeauville, et d'Elisabeth-Hélène-Pierre de Montmorency-Laval, Sosthène II Marie Charles Gabriel de La Rochefoucauld  ne s'occupe de politique jusqu'aux événements de 1871, qu'à travers son mandat de conseiller-général du canton de Bonnétable (Sarthe), à partir de 1861.

### Sous le gouvernement d'Adolphe Thiers
Élu comme légitimiste par les conservateurs de la Sarthe le 8 février 1871, représentant à l'Assemblée nationale (1871) le 9e et dernier, il prend place parmi la droite monarchiste et ne cache pas, en maintes occasions, son éloignement pour les institutions républicaines.
Adversaire du gouvernement d'Adolphe Thiers, après avoir voté pour la paix, pour les prières publiques, pour l'abrogation des lois d'exil, il est un des onze représentants qui se déclarent opposés à l'adoption d'un ordre du jour de confiance en faveur du chef du pouvoir exécutif, à la suite de la discussion des impôts sur les matières premières le 22 janvier 1872.
Quelques mois plus tard, le 20 juin, il fait partie des délégués de la droite qui font auprès de Adolphe Thiers la manifestation connue sous le nom de députation des « bonnets à poil », ayant pour objet de le sonder sur ses vues politiques.
Il soutient en 1873, à Paris, la candidature bonaparto-royaliste du colonel Stoffel. M. de La Rochefoucauld se prononce pour le pouvoir constituant de l'Assemblée, contre la dissolution, contre le retour à Paris et contribue au renversement de Thiers le 24 mai 1873.

### Présidence de Mac Mahon
Après la chute du Président il donne son concours à la politique suivie par les ministres de maréchal de Mac Mahon et, à plusieurs reprises, se rend auprès du « comte de Chambord » pour négocier la « fusion » entre les deux branches (légitimiste et orléaniste) des Bourbons et préparer une restauration monarchique.
Devant l'insuccès de ces tentatives il se décide à voter en faveur du septennat . 
Le 4 décembre 1873, il est nommé ambassadeur de France à Londres. À ce poste, il se fait remarquer par l'éclat donné à ses réceptions, et par le luxe royal qu'il déploie lors d'une visite de Albert Édouard, prince de Galles, dans ses propriétés.
Il continue à siéger assez assidûment à l'Assemblée.  

Membre de la commission des lois constitutionnelles, lorsque Auguste Casimir-Perier vint demander, en juin 1874, que l'Assemblée se hâtât de voter ces lois, La Rochefoucauld dépose (15 juin) une proposition ainsi conçue : 

« L'Assemblée nationale décrète :
Article 1er. Le gouvernement de la France est la monarchie. Le trône appartient au chef de la maison de France.
Art. 2. Le maréchal de Mac Mahon prend le titre de lieutenant-général de royaume. »

Cette proposition, appuyée par la droite monarchiste, ne réunit qu'un petit nombre de voix. Comme elle était, d'ailleurs, contraire au régime légal du Septennat, M. de La Rochefoucauld doit se démettre de ses fonctions d'ambassadeur : il reçoit ses lettres de rappel le 3 juillet 1874.
Il vote ensuite contre l'ensemble de la Constitution de 1875, pour la loi sur l'enseignement supérieur, offrit de sa bourse 1 200 000 francs à l'Université catholique d'Angers, et s'associe jusqu'à la fin de la législature, aux manifestations de ses collègues royalistes.
Alors qu'a lieu le scrutin pour l'élection des sénateurs inamovibles, il est du petit nombre de ceux qui repoussent tout compromis avec les gauches. 
Après avoir posé, puis retiré sa candidature au Sénat, le duc de Doudeauville est élu député de la 1re circonscription la Sarthe (Mamers), au second tour de scrutin, le 5 mars 1876, contre M. Granger, républicain. L'appoint des voix bonapartistes décide du succès.
Il siège dans la minorité de droite, combat le cabinet Jules Simon, et applaudit à l'acte du 16 mai 1877. Adversaire des « 363 », il est réélu député, avec l'appui du gouvernement, le 14 octobre suivant, par 7 241 voix (13 784 votants, 16 217 inscrits), contre MM. de Beaurepaire, Granger et Girard.
Il reprend sa place à Droite, mais voit son élection invalidée le 15 janvier 1878, comme entachée de pression. Il obtient sa réélection, le 3 mars suivant, contre M. Lherminier, républicain. Toujours prêt à combattre le gouvernement de la République, il fait une opposition constante aux divers ministères de Gauche qui occupent successivement le Pouvoir et parait plusieurs fois à la tribune, pour y faire, au nom de la Droite royaliste, des déclarations politiques. 
Il vote contre l'article 7, contre l'amnistie, etc., et est réélu, le 21 août 1881, contre MM. Leporché et Granger Il repousse le projet de loi sur de divorce adopté en 1882 par la Chambre des députés, et présente un amendement tendant à interdire à la femme divorcée de porter le nom de son mari : cet amendement fut pris en considération puis rejeté, à la suite de quelques observations de Charles Lepère. Il se montre aussi très opposé à la politique extérieure du gouvernement, et vote contre les crédits de l'expédition du Tonkin. Plusieurs fois, les interruptions lancées par M. de La Rochefoucauld aux orateurs de la Gauche qui occupaient la tribune, provoquent des incidents parlementaires.

### Présidence deJules Grévy
Doyen du conseil général de la Sarthe, qu'il a présidé, il est inscrit, en octobre 1885, sur la liste monarchiste de ce département, et réélu député au second tour de scrutin, le 6e sur 7.
Il préside le groupe de la Droite royaliste, dont il est encore fréquemment l'interprète, donne son adhésion au programme révisionniste lu à la tribune de la Chambre, le 4 juin 1888, par le général Boulanger, et se prononce, en dernier lieu, contre le rétablissement du scrutin d'arrondissement (11 février 1889), pour l'ajournement indéfini de la révision de la Constitution, contre les poursuites contre trois députés membres de la Ligue des patriotes, contre le projet de loi Lisbonne restrictif de la liberté de la presse, contre les poursuites contre le général Boulanger.

### Présidence deSadi Carnot
En 1889 le duc de Doudeauville fait partie du « Comité des Dix » et signe le manifeste des droites. Aux élections générales du 22 septembre 1889 (élections législatives françaises de 1889), il se représente, comme révisionniste, aux électeurs de Mamers. Il est réélu au premier tour contre le républicain Georges Le Chevalier.
Il se fait remarquer, le 23 juin 1890, dans le débat animé sur la validation des élections de l'arrondissement de Lodève, par des interruptions qui lui valent un rappel à l'ordre avec inscription au procès-verbal.
Le 13 mars 1893, dans la discussion des interpellations sur un épisode du scandale de Panamá, l'« affaire Cottu », qui provoqua la démission du ministre de la Justice Bourgeois, il propose un ordre du jour de réprobation envers ce dernier et le gouvernement. Dix jours plus tard, au nom des Droites qu'il préside, il appuie la proposition de Cazenove de Pradines tendant à inviter le Président de la République à dissoudre la Chambre.

Sa profession de foi pour les élections de 1893 dépeint assez bien le personnage : 

« Aux inepties débitées ou imprimées sur mon compte, je ne veux répondre que par le dédain. Au moment où la question financière est si grave et où la moralité publique a tant souffert de ces tristes affaires du Panama, vous ne retirerez pas à votre ancien député la confiance que vous lui témoignez depuis vingt-deux ans. Vous ne lui préférerez pas un nouveau venu dans le département, qui n'a d'autre raison d'y paraître que d'être le candidat officiel de M. le préfet.
Mon dévouement vous est acquis. Vous me connaissez tous. Protecteur de l'agriculture, défenseur du commerce et de l'industrie, avant tout ami de l'ouvrier, mon passé vous garantit mon avenir. Comptez sur moi comme je compte sur vous. »

L'appel est entendu : le duc obtient d'emblée 6 985 suffrages contre 5 661 à Le Chevalier.
Au cours de la nouvelle législature, s'il appartient à plusieurs commissions, il n'intervient qu'une fois. 
Aux élections de 1898, il est battu d'assez peu par Joseph Caillaux, qui obtient 12 939 voix, tandis que lui-même en recueille 11 737, sur 29 140 inscrits et 24 883 votants.

## Fonctions
- Représentant de la Sarthe (1871-1876),
- Député de la Sarthe (1876-1898),
- Ambassadeur de France au Royaume-Uni (1873-1874),
- Conseiller général et président du conseil général de la Sarthe,
- Président du Jockey Club de Paris (1884-1908),
- Bailli Grand Croix de l'ordre souverain de Malte.

## Titres et décoration
- 4e duc de Doudeauville (1887)
- 10e duc de Bisaccia (seconde création, par diplôme (16 mai 1851) de Ferdinand II, roi des Deux-Siciles)
- Grand d'Espagne

## Un amateur d'art et un homme du monde
Le duc de Doudeauville habitait à Paris, l'hôtel de La Rochefoucauld Doudeauville, 47, rue de Varenne, aujourd'hui Ambassade d'Italie, dans la Sarthe, le château de Bonnétable et, dans l'Eure & Loir, le château d'Esclimont .
Il fait restaurer ces trois demeures par l'architecte Henri Parent et y mène une active vie mondaine. 
Il est admis au Jockey Club en 1856, et en est élu vice-président en 1877 . En 1884, il en devient le président et le reste jusqu'à sa mort, en 1908. Il était également membre de plusieurs autres cercles parisiens.  
Son fils, Armand François de La Rochefoucauld sera aussi président du Jockey Club de 1919 à 1962, pendant plus de quarante ans, et son arrière-petit-fils, Roland du Luart , l'est depuis 2014. 
Le duc de Doudeauville était également propriétaire de la Vallée aux Loups, ancienne demeure de Chateaubriand.

## Mariages et descendance
Il épouse, le 6 avril 1848 à Paris, Yolande de Polignac (16 novembre 1830 † 15 mars 1855 - Paris), princesse de Polignac, fille de Jules Armand de Polignac (1780 † 1847) 1er prince de Polignac (17 août 1838), 3e duc de Polignac (1847-1847) et Pair de France, 1er prince romain et de Polignac (21 juillet 1820, Titré par le pape Pie VII), ambassadeur de France puis ministre des affaires étrangères, et président du conseil (1829-1830), du Roi Charles X, et de Charlotte Parkyns, sa seconde épouse. Ensemble, ils ont :
1. Yolande de La Rochefoucauld (19 juin 1849, Versailles † 29 octobre 1905, Dampierre), mariée, le 5 décembre 1867 à Paris, avec Charles d'Albert de Luynes, (1845 † 1870), 9e duc de Luynes et de Chevreuse, dont postérité ;
2. Louis de La Rochefoucauld (18 novembre 1850 † 31 décembre 1869, Louxor (Égypte)) ;
3. Jules de La Rochefoucauld (30 décembre 1852 † 4 mars 1855) ;

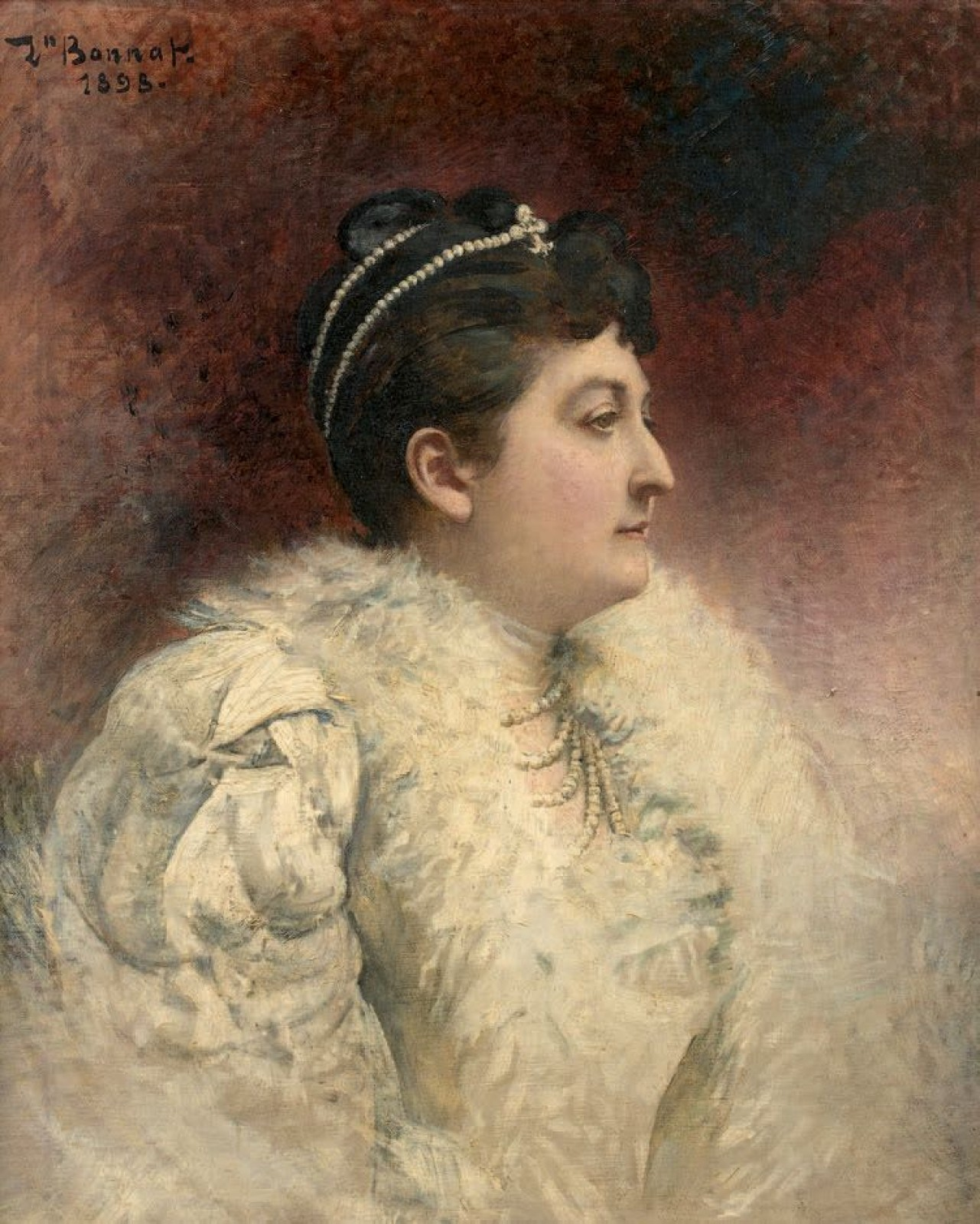
Marie Georgine de Ligne, Léon Bonnat, 1899.

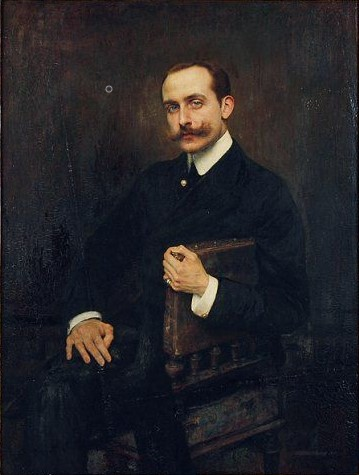
Gabriel Ferrier, Édouard de La Rochefoucauld, duc de Bisaccia, vers 1904

Veuf, il épouse en secondes noces, le 8 juillet 1862 à Belœil (Belgique), Marie Georgine de Ligne (19 avril 1843, Bruxelles † 3 mars 1898 - Paris), princesse de Ligne, fille d'Eugène de Ligne (1804 † 1880),  8e prince de Ligne, ambassadeur en France du Roi des Belges, sénateur, président du Sénat belge, et de la princesse Hedwige Lubomirska, sa troisième épouse. Dont : 
1. Charles Marie de La Rochefoucauld (1863–1907), grand d'Espagne (1892) au titre de duc d'Estrées, marié avec Charlotte de La Trémoïlle (1864-1944), fille de Louis Charles, duc de La Trémoïlle, et de Marguerite Duchâtel. Dont une fille ;
2. Henri François de La Rochefoucauld (1864-1866) ;
3. Elisabeth Francoise de La Rochefoucauld (4 août 1865 - La Vallée-aux-Loups, Châtenay-Malabry † 9 novembre 1946), marié avec son cousin Louis Eugène, prince de Ligne, dont une fille ;
4. Armand François de La Rochefoucauld (no) (1870–1963), 5e duc de Doudeauville (1908), président du Jockey Club (1919-1963), conseiller-général du canton de Bonnétable (1912-1940), maire de Bonnétable, marié en 1894 avec la princesse Louise Radziwill (1877-1942), fille du prince Constantin Radziwill et de Louise Blanc, et sœur de Léon. Dont 2 fils (Sosthènes III (1897-1970) et Armand de La Rochefoucauld) et 2 filles ;
5. Marie de La Rochefoucauld, mariée avec Henri Eugène François Marie d'Harcourt (1864 † 1908), 10e duc d'Harcourt, dont François Charles, 11e duc d'Harcourt, député du Calvados ;
6. Edouard François Marie de La Rochefoucauld (1874–1968), dernier duc de Bisaccia (1908), marié avec Marie-Camille de Colbert. Dont trois enfants : 1) Marie-Carmen de La Rochefoucauld (1902-1999) mariée en 1928 avec le comte de Mailly-Nesle, d'où postérité. 2) Stanislas, comte de La Rochefoucauld (1903-1965), marié en 1926 avec Sophie Alice Cocea, puis en 1947 avec Jeanne, princesse de San Felice de Viggiano (sans postérité) ; 3) Elisabeth de La Rochefoucauld (1909-2006) mariée en 1929 avec Robert Le Gras du Luart (d'où postérité, dont Roland du Luart), puis en 1958 avec Mario, comte Pinci.